# La Capelle (Aisne)
La Capelle je francouzská obec v departementu Aisne v regionu Hauts-de-France. V roce 2011 zde žilo 1 838 obyvatel. Je centrem kantonu La Capelle.

## Sousední obce
Buironfosse, Clairfontaine, La Flamengrie, Froidestrées, Lerzy, Sommeron

## Vývoj počtu obyvatel
Počet obyvatel 